# Shuyak
Shuyak est une île de l'archipel Kodiak en Alaska, au nord d'Afognak.

## Description
Elle s'étend sur environ 22 km de longueur pour une largeur de 10,3 km. Le parc d'État de l'île Shuyak occupe la quasi totalité de l'île.